# Verona, Illinois
Verona är en ort (village) i Grundy County i Illinois. Vid 2010 års folkräkning hade Verona 215 invånare.